# Хофт, Корнелис
Корнелис Хофт (нидерл. Cornelis Pietersz Hooft; 1547[…], Амстердам, графство Голландия — 1 января 1626, Амстердам, графство Голландия) — голландский государственный деятель.

## Биография
Он был внуком торговца зерном из Зандама и судовладельца Питера Виллемса Хофта, и отцом поэта и драматурга Питера Корнелисзона Хофта. Сам Хофт занимал ряд должностей в администрации Амстердама. Он был, среди прочего, шеффеном, двенадцать раз мэром, а также казначеем в период быстрого роста города, когда по подсчётам он должен был увеличиться в три раза.
Отец Корнелиса обосновался в Амстердаме. В 1569 году он отправился в изгнание, но в 1574 году вернулся из Кёнигсберга и обосновался в Хорне. Затем, в 1578 году, после Альтерации 26 мая, он рискнул вернуться в Амстердам. Он жил на Ниувендейк в Эй. Хофт интересовался теологией, но тем не менее отличался в этом смысле терпимостью — его жена Анна Янсдр Блау была меннониткой, а он, по видимому, будучи человеком публичным, не высказывался в пользу ни ремонстрантов, ни их противников.
Будучи независимым торговцем, он контролировал большую долю рынка в торговле на Балтике и поставлял сельдь, масло и зерно. В 1584 году он стал членом городского совета, в котором он оставался до его заключительной сессии. В 1588 году он был избран мэром. Будучи членом правления Амстердама, он был делегатом Штатов Голландии и через них депутатом Генеральных штатов. Хофт выступал против назначения иностранцев на важные должности, указывая на фламандских кальвинистов и проповедников, таких как Петер Планциус. Он также сопротивлялся усилению власти штатгальтеров.
Хофт никогда не интересовался Голландской Ост-Индской и Голландской Вест-Индской компаниями, как большинство мэров Амстердама. Вондел похвалил его в одном из своих сатирических произведений как надёжного человека и описал его как «Hoofd vol kreuken, een geweten zonder rimpel» (лоб в морщинах, но совесть без морщин). В 1618 году штатгальтер Мориц Оранский, во время его чистки городского совета от регентов-ремонстрантов в результате Дордрехтского синода и ареста Йохана ван Олденбарневелта, пощадил Хофта, который занимал нейтральную позицию. Он похоронен в Ауде керк.